# District de Jangheung
Le district de Jangheung est un district de la province du Jeolla du Sud, en Corée du Sud.